# Rose Stein
Rose Stein (* 9. September 1901 in Straßburg, Deutsches Kaiserreich; † 1976) war eine deutsche Harfenistin und Musikpädagogin.

## Leben und Werk
Rose Stein studierte am Hoch’schen Konservatorium in Frankfurt am Main.
Rose Stein wurde Soloharfenistin im Frankfurter Symphonieorchester, das 1928 im neugegründeten Orchester des Senders Frankfurt aufging. Sie konzertierte als Solistin und Kammermusikspielerin im In- und im Ausland.
Seit 1929 leitete Rose Stein die Harfenklasse an der Hochschule für Musik in Frankfurt am Main. Seit 1957 lehrte sie auch an der Hochschule für Musik in Stuttgart. 1959 wurde sie zur Professorin ernannt. An beiden genannten Musikhochschulen unterrichtete sie bis 1966.